# Остаци тврђаве у Ковину
Остаци тврђаве у Ковину се налазе на десној обали Дунава. Као средњовековни град Ковин подигнут је у 12. веку, а данас његови остаци се убрајају у споменике културе од великог значаја.
Подигнут на узвишењу које доминира ширим простором и уједно представља природну заштиту и мостобран преко реке, могло му се прићи само узвишеном лесном гредом којом се данас пружа урбано језгро савременог града. Значај Ковина за одбрану јужне границе угарске државе условио је да постане развијено градско насеље које помињу историјски извори и које је са мањим прекидима трајало током читавог средњег века. Око ковинског утврђења воде се чести сукоби између Угара, Византинаца и Турака, све до његовог рушења одредбом Београдског мира 1739. године.
Изглед основе утврђења, односно његове најмлађе фазе, сачуван је на Марсиљијевом цртежу из 18. века. Чинила су га два дела одвојена одбрамбеним јарком. Јужни део, који је скоро уништен, имао је основу неправилног троугаоног облика. Данас се још једино виде темељи зидова куле са пиластрима и мањи део бедема. Северни део утврђења је правоугаони простор димензија 130x150 m, чији се остаци бедема могу пратити на западној и северној ивици платоа. Улаз у овај део утврђења налазио се на средини северног бедема.
Мања заштитна и сондажна истраживања вршена су 1968, 1986. и 2003. године.